# Umuara
Umuara es un género de arañas araneomorfas de la familia Anyphaenidae. Se encuentra en Sudamérica.

## Especies
Según The World Spider Catalog 12.0:
- Umuara fasciata (Blackwall, 1862)
- Umuara junin Brescovit, 1997
- Umuara juquia Brescovit, 1997
- Umuara pydanieli Brescovit, 1997